# Discografia de Violetta
A discografia da novela Violetta , co-produzido pelo Disney Channel América Latina, Europa, Oriente Médio e África, juntamente com a empresa Pol-ka Producciones. É composto por sete trilhas sonoras de trinta e um singles e trinta e dois videoclipes.
O primeiro single transmitido foi "En mi mundo", interpretada por Martina Stoessel. O vídeo da música para esta canção foi lançada no 05 de abril de 2012 no Disney Channel, como parte da promoção de Violetta e este single foi lançado pela Rádio Disney América Latina. O segundo single de Violetta é "Juntos somos más", e o vídeo da música foi lançado em 01 de maio de 2012 no Disney Channel. O terceiro single é "Entre tú y yo", que é interpretado por Pablo Espinosa e Martina Stoessel, e seu vídeo foi lançado em 26 de maio de 2012 no Disney Channel. O quarto single é "Voy Por Ti", o vídeo estreou em 06 de junho de 2012 no Disney Channel logo após o episódio de Violetta. O quinto single é "Tienes todo", interpretado por Pablo Espinosa e Martina Stoessel foi lançado na terça-feira 12 de junho de 2012, logo após o episódio de Violetta. O sexto single deste CD é "Te Creo", interpretada por Martina Stoessel que estreou o vídeo da música 13 de julho de 2012 na tela do Disney Channel e se tornou o terceiro corte de difusão a partir da primeira semana de agosto, quando começou a soar na Rádio Disney América Latina.

## Trilhas Sonoras
| Violetta                                                                   | - Publicado: 5 de junho de 2012 20 de outubro de 2012 18 de novembro de 2012 - Selo discográfico: Walt Disney - Formatos: CD, download digital  | — | 41 | 22 | 28 | 1 | 2 | 15 | - CAPIF: 4× Platina - CHI: Ouro - ASINCOL: Ouro - PROMUSICAE: Platina - ABPD: Ouro - CUD: Platina - AVINPRO: Platina |
| Cantar es lo que soy                                                       | - Publicado: 23 de novembro de 2012 13 de março de 2013 12 de maio de 2014 - Selo discográfico: Walt Disney - Formatos: CD, download digital    | 3 | —  | —  | —  | 1 | 1 | —  | - CAPIF: 3× Platina - CHI: Ouro - ASINCOL: Ouro - CUD: Platina - AVINPRO: Ouro                                       |
| Hoy somos más                                                              | - Publicado: 11 de junho de 2013 16 de outubro de 2013 10 de novembro de 2014 - Selo discográfico: Walt Disney - Formatos: CD, download digital | 1 | 42 | 12 | —  | — | 1 | 14 | - CAPIF: 2× Platina                                                                                                  |
| Violetta en vivo                                                           | - Publicado: 28 de novembro de 2013 6 de março de 2014 4 de fevereiro de 2015 - Selo discográfico: Walt Disney - Formatos: CD, download digital | 1 | 51 | 13 | —  | — | 2 | 4  | - PROMUSICAE: 3× Platina                                                                                             |
| Gira Mi Canción                                                            | - Publicado: 18 de julho de 2014 8 de setembro de 2014 8 de maio de 2015 - Selo discográfico: Walt Disney - Formatos: CD, download digital      | 1 | 14 | 5  | —  | — | 4 | 2  | |
| Crecimos Juntos                                                            | - Publicado: 20 de março de 2015 15 de abril de 2015 - Selo discográfico: Walt Disney - Formatos: CD, download digital                          | — | —  | —  | —  | — | — | —  | |
| Tini: El Gran Cambio de Violetta                                           | - Lançamento: 29 de abril de 2016 - Selo discográfico: Walt Disney e Hollywood Records - Formatos: CD, download digital                         | — | —  | —  | —  | — | — | —  | |
| "—" indica que o álbum não posicionou ou não foi lançado nesse território. | |   |    |    |    |   |   |    | |

## Singles
| Canção                                       | Ano  | Álbum                            |
| "En mi mundo" / "Nel mio mondo"              | 2012 | Violetta                         |
| "Juntos Somos Más"                           | 2012 | Violetta                         |
| "Entre Tú y Yo"                              | 2012 | Violetta                         |
| "Voy por Ti"                                 | 2012 | Violetta                         |
| "Tienes Todo"                                | 2012 | Violetta                         |
| "Te Creo" / "Ti Credo"                       | 2012 | Violetta                         |
| "Ser mejor"                                  | 2012 | Cantar Es Lo Que Soy             |
| "Hoy somos más"                              | 2013 | Hoy Somos Más                    |
| "Euforia"                                    | 2013 | Hoy Somos Más                    |
| "Código amistad"                             | 2013 | Hoy Somos Más                    |
| "Luz, cámara, acción"                        | 2013 | Hoy Somos Más                    |
| "Nuestro camino"                             | 2013 | Hoy Somos Más                    |
| "Si es por amor"                             | 2013 | Hoy Somos Más                    |
| "Soy mi mejor momento"                       | 2013 | Violetta en Vivo                 |
| Ven con nosotros"                            | 2013 | Violetta en Vivo                 |
| "Esto no puede terminar"                     | 2013 | Violetta en Vivo                 |
| "En gira"                                    | 2014 | Gira Mi Canción                  |
| "Amor en el aire" / "Quanto amore nell'aria" | 2014 | Gira Mi Canción                  |
| "Supercreativa"                              | 2014 | Gira Mi Canción                  |
| "Encender nuestra luz"                       | 2014 | Gira Mi Canción                  |
| "Friends' till the end"                      | 2014 | Gira Mi Canción                  |
| "Es mi pasión"                               | 2014 | Crecimos Juntos                  |
| "Rescata mi corazón"                         | 2015 | Gira Mi Canción                  |
| "Crecimos Juntos"                            | 2015 | Crecimos Juntos                  |
| "Solo pienso en ti"                          | 2015 | Crecimos Juntos                  |
| "Abrázame y verás"                           | 2015 | Crecimos Juntos                  |
| "Siempre Brillarás" / "Born to Shine"        | 2016 | Tini: El Gran Cambio de Violetta |
| "Light Your Heart"                           | 2016 | Tini: El Gran Cambio de Violetta |
| "Yo Te Amo a Ti"                             | 2016 | Tini: El Gran Cambio de Violetta |
| "Losing the Love"                            | 2016 | Tini: El Gran Cambio de Violetta |

## Vídeos musicais
| Canção | Ano  | Diretores                |
| --- | ---- | ------------------------ |
| «En mi mundo» (Martina Stoessel)                                                                                     | 2012 | Jorge Nisco Martín Saban |
| «Juntos somos más» (Mercedes Lambre, Facundo Gambandé, Lodovica Comello e Candelaria Molfese)                        | 2012 | Jorge Nisco Martín Saban |
| «Entre tú y yo» (Pablo Espinosa e Martina Stoessel)                                                                  | 2012 | Jorge Nisco Martín Saban |
| «Voy por ti» (Jorge Blanco)                                                                                          | 2012 | Jorge Nisco Martín Saban |
| «Tienes Todo» (Martina Stoessel e Pablo Espinosa)                                                                    | 2012 | Jorge Nisco Martín Saban |
| «Te Creo» (Martina Stoessel)                                                                                         | 2012 | Jorge Nisco Martín Saban |
| «Habla Si Puedes» (Martina Stoessel)                                                                                 | 2012 | Jorge Nisco Martín Saban |
| «Junto a Ti» (Lodovica Comello e Martina Stoessel)                                                                   | 2012 | Jorge Nisco Martín Saban |
| «Ven y Canta» (Elenco de Violetta)                                                                                   | 2012 | Jorge Nisco Martín Saban |
| «Are you ready for the ride?» (Jorge Blanco, Facundo Gambandé, Nicolás Garnier, Samuel Nascimento e Rodrigo Velilla) | 2012 | Jorge Nisco Martín Saban |
| «Nel Mio Mondo» (Martina Stoessel)                                                                                   | 2012 | Jorge Nisco Martín Saban |
| «Ti Credo» (Lodovica Comello)                                                                                        | 2012 | Jorge Nisco Martín Saban |
| «Ser mejor» (Elenco de Violetta)                                                                                     | 2012 | Jorge Nisco Martín Saban |
| «Hoy somos más» (Martina Stoessel)                                                                                   | 2013 | Jorge Nisco Martín Saban |
| «Código amistad» (Martina Stoessel, Lodovica Comello e Candelaria Molfese)                                           | 2013 | Jorge Nisco Martín Saban |
| «Luz, cámara y acción» (Ruggero Pasquarelli)                                                                         | 2013 | Jorge Nisco Martín Saban |
| «Nuestro camino» (Martina Stoessel e Jorge Blanco)                                                                   | 2013 | Jorge Nisco Martín Saban |
| «Si es por amor» (Martina Stoessel e Mercedes Lambre)                                                                | 2013 | Jorge Nisco Martín Saban |
| «En Gira» (Elenco de Violetta)                                                                                       | 2014 | Jorge Nisco Martín Saban |
| «Amor en el aire» (Jorge Blanco)                                                                                     | 2014 | Jorge Nisco Martín Saban |
| «Friends' till the end» (Elenco de Violetta)                                                                         | 2014 | Jorge Nisco Martín Saban |
| «Es mi pasión» (Elenco de Violetta)                                                                                  | 2014 | Jorge Nisco Martín Saban |
| «Supercreativa» (Martina Stoessel)                                                                                   | 2014 | Jorge Nisco Martín Saban |
| «Rescata mi corazón» (Ruggero Pasquarelli)                                                                           | 2015 | Jorge Nisco Martín Saban |
| «Solo pienso en ti» (Jorge Blanco, Facundo Gambandé, Nicolás Garnier, Samuel Nascimento e Ruggero Pasquarelli)       | 2015 | Jorge Nisco Martín Saban |
| «Abrázame y verás» (Martina Stoessel e Jorge Blanco)                                                                 | 2015 | Jorge Nisco Martín Saban |
| «Crecimos juntos» (Elenco de Violetta)                                                                               | 2015 | Jorge Nisco Martín Saban |
| «Siempre Brillarás» (Martina Stoessel)                                                                               | 2016 | Jorge Nisco Martín Saban |
| «Born to Shine» (Martina Stoessel)                                                                                   | 2016 | Jorge Nisco Martín Saban |
| «Light Your Heart» (Jorge Blanco)                                                                                    | 2016 | Jorge Nisco Martín Saban |
| «Yo Te Amo a Ti» (Martina Stoessel e Jorge Blanco)                                                                   | 2016 | Jorge Nisco Martín Saban |
| «Losing the Love» (Martina Stoessel)                                                                                 | 2016 | Jorge Nisco Martín Saban |